# 博德梅尔
博德梅尔，是匈牙利费耶尔州所辖的一个村。总面积7.17平方公里，总人口217，人口密度30.3人/平方公里（2011年1月1日）。